# یک گیره کاغذ قرمز

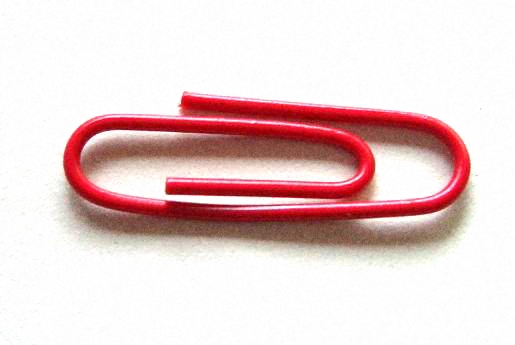
گیره کاغذی که کایل مک دونالد با یک خانه معامله کرد.

یک گیره کاغذ قرمز یک وب سایت ایجاد شده توسط وبلاگ نویس کانادایی کایل مک دونالد است که با دادوستد پایاپای از یک گیره کاغذ قرمز به یک خانه رسید این کار را با استفاده از یک سری از چهارده معامله آنلاین در طول یک سال انجام داد.

## گاهشمار معاملات

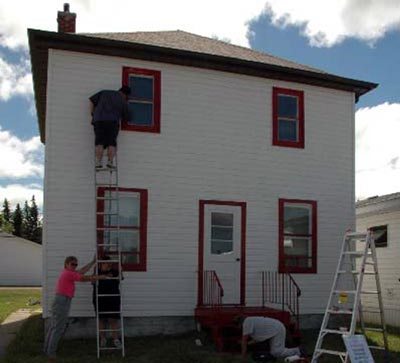
خانه کایل مک دونالد

1. در ۱۴ ژوئیه ۲۰۰۵ او رفت و به ونکوور رفت و گیره کاغذی را با یک قلم شکل ماهی عوض کرد.
2. او سپس قلم را همان روز با یک دستگیره در سیاتل در واشینگتن معامله کرد.
3. در ۲۵ ژوئیه ۲۰۰۵ او با سفر امهرست ماساچوست با یک دوست دستگیره در را با اجاق گاز سفری معامله کرد.
4. در ۲۴ سپتامبر سال ۲۰۰۵ او به کالیفرنیا رفت و اجاق گاز سفری را با یک ژنراتور هوندا معامله کرد.
5. در ۱۶ نوامبر ۲۰۰۵ او سفر به کوئینز رفت و ژنراتور با یک بشکه نگهداری آبجو معامله کرد
6. در ۸ دسامبر ۲۰۰۵ او در کبک بشکه را با یک برف‌رو معامله کرد. فرد مورد معامله کمدین و شخصیت رادیویی میشل برت بود.
7. در عرض یک هفته، برف‌رو را با یک بلیط سفر دونفره به [[یاهک، بریتیش کلمبیا]] برای فوریه ۲۰۰۶ معامله کرد
8. در ۷ ژانویه ۲۰۰۶ جای نفر دوم در سفر به یاهک را با جعبه کامیون معامله کرد.
9. در ۲۲ فوریه ۲۰۰۶ او جعبه کامیون را با یک قرارداد ضبط با متال‌ورکز در میسیساگا معامله کرد.
10. مارس ۱۱, ۲۰۰۶ او قرارداد ضبط را با یک سال اجاره یک خانه در شهر فینیکس، آریزونا معامله کرد.
11. در ۲۶ مارس ۲۰۰۶ او یک سال اجاره یک خانه در شهر فینیکس را با یک بعد از ظهر با آلیس کوپر معامله کرد.
12. در ۲۶ مه ۲۰۰۶ او معامله بعد از ظهر با کوپر را با یک گوی برفی از گروه کیس معامله کرد.
13. در ۲ ژوئن ۲۰۰۶ او گوی برفی را به کوربین برنسن برای یک نقش در فیلم دانا در تقاضافروخت[۲]
14. در حدود ۵ ژوئیه ۲۰۰۶ او این نقش در فیلم را یک خانه دو طبقه کیپلینگ، ساسکاچوان فروخت.

## منابع

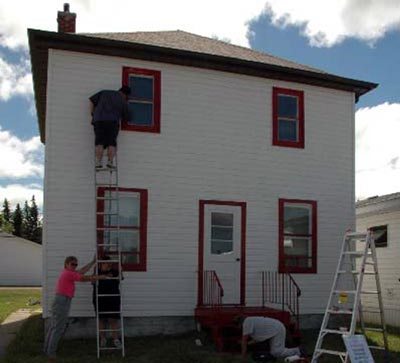
خانه کایل مک دونالد

### یادداشت
1. ↑  "From paper-clip to house, in 14 trades – Canada – CBC News". Cbc.ca. July 7, 2006. Retrieved April 20, 2013.
2. ↑  ATS #41 – The New Marketing Podcast with guest Corbin Bernsen بایگانی‌شده  در ژوئیه ۱۶, ۲۰۰۶ توسط Wayback Machine Across the Sound (July 1, 2006)